# Col d’Allos
Col d’Allos – przełęcz w południowo-wschodniej części Francji, w departamencie Alpy Górnej Prowansji regionu Prowansja-Alpy-Lazurowe Wybrzeże. Leży na wysokości 2250 m n.p.m. i oddziela Alpy Nadmorskie od Alp Prowansalskich. Przez przełęcz przebiega droga z Barcelonnette do Colmars i dalej do przełęczy Col des Champs. 
Niedaleko przełęczy znajdują się źródła rzeki Verdon. Col d’Allos leży równolegle do dwóch innych pobliskich przełęczy: Col de la Cayolle i Col de la Bonette w Parku Narodowym Mercantour.

## Linki zewnętrzne

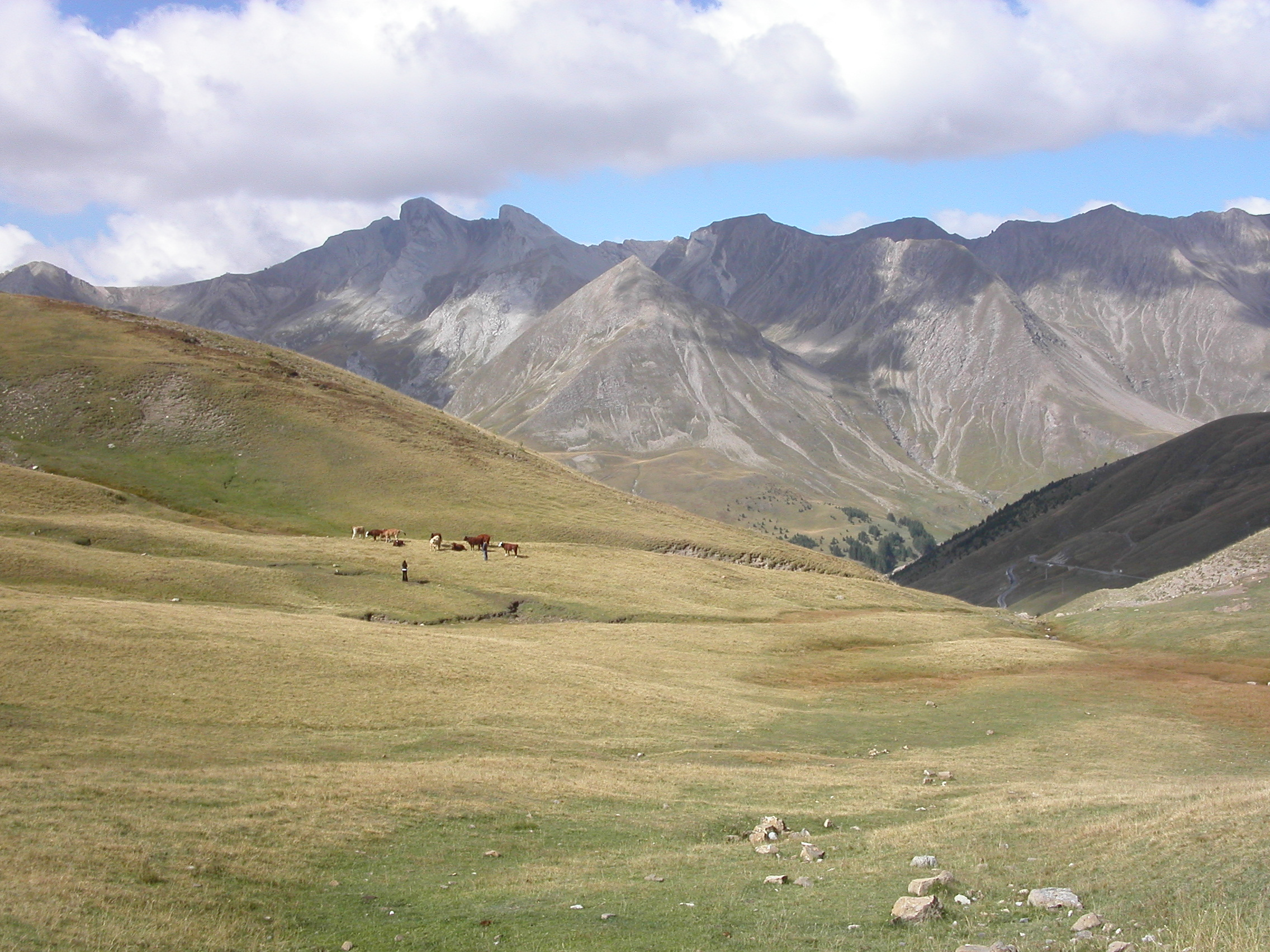
Widok z przełęczy